# Chutes de Kettle
Pour les articles homonymes, voir Kettle Falls.
Les chutes de Kettle (anglais : Kettle Falls, langues salish : Shonitkwu pour « eaux bruyantes » ou Schwenetekoo pour « eaux au son continu ») sont un ancien et important site de pêche amérindien au saumon sur le cours supérieur du fleuve Columbia, dans l'actuel l'État de Washington aux États-Unis, près de la frontière canadienne.
Les chutes se composaient d'une série de rapides et de cascades où le fleuve traversait des roches quartzites déposées par les inondations préhistoriques de Missoula sur un substrat de basalte du groupe basaltique du Columbia.
Le cours d'eau chutait de près de quinze mètres et le bruit des chutes pouvait se faire entendre à plusieurs kilomètres. Les chutes de Kettle ont été submergées en 1940 par les eaux du lac Franklin D. Roosevelt, un lac de barrage provoqué par le barrage de Grand Coulee.